# Dama z portretu
Dama z portretu (ang. Rembrandt) – brytyjski film biograficzny z 1936 roku w reżyserii Alexandra Kordy, poświęcony wielkiemu holenderskiemu malarzowi i opowiadający o ostatnich latach jego życia.

## Obsada
- Charles Laughton